# 阿尔邦 (德龙省)
阿尔邦（法語：Albon，法語發音：[albɔ̃]）是法国德龙省的一个市镇，属于瓦朗斯区。

## 地理
阿尔邦（45°14'44"N, 4°50'56"E）面积25.62 平方千米，位于法国奥弗涅-罗讷-阿尔卑斯大区德龙省，该省份为法国东南部内陆省份，北起顺时针与伊泽尔省、上阿尔卑斯省、上普罗旺斯阿尔卑斯省、沃克吕兹省和阿尔代什省接壤。
与阿尔邦接壤的市镇（或旧市镇、城区）包括：昂当塞特、阿内龙、博桑布朗、费勒克洛、圣朗贝尔达尔邦、圣于兹、圣让德加洛尔。

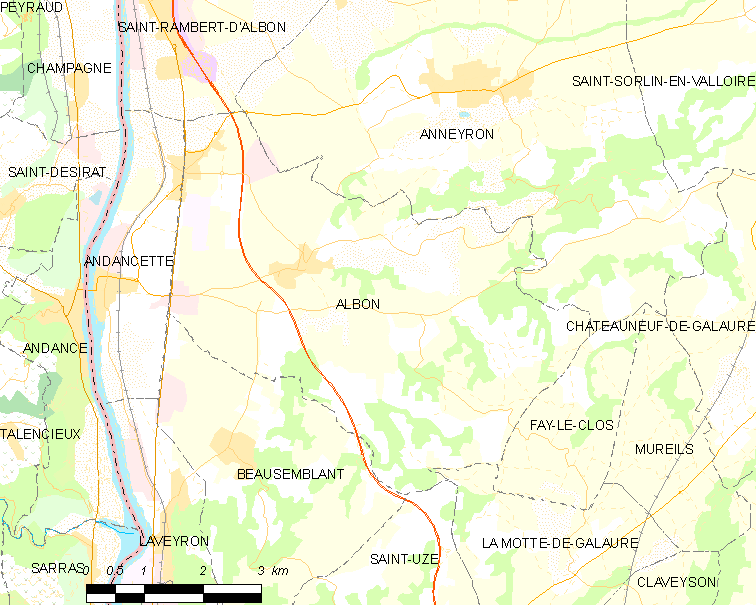
的OSM定位图

阿尔邦的时区为UTC+01:00、UTC+02:00（夏令时）。

## 行政
阿尔邦的邮政编码为26140，INSEE市镇编码为26002。

## 政治
阿尔邦所属的省级选区为圣瓦利耶县。

## 人口

1962-2008年间人口变化图示

阿尔邦于2022年1月1日时的人口数量为1935人。